# Van Harinxmakanaal
Het Van Harinxmakanaal in de Nederlandse provincie Friesland loopt vanaf het Prinses Margrietkanaal (ten zuiden van Suawoude) langs Leeuwarden en Franeker naar Harlingen waar het uitmondt in de Waddenzee.

## Voorgeschiedenis
In 1901 bracht de provincie Groningen het belang van een goede verbinding met Amsterdam naar voren en vijf jaar later liet zij een plan ontwerpen. Het tracé ging voor een groot deel door Friesland en die provincie wilde dat tegelijkertijd een aansluitende waterweg van Fonejacht naar Harlingen zou worden gemaakt om een betere verbinding naar de zee te krijgen. Rond 1920 werd er serieus nagedacht over een kanalenplan voor de drie noordelijke provincies: Plan tot verbetering van de vaarwegen Groningen – IJsselmeer en Fonejacht – Harlingen. Pas op 1 april 1935 werd voor de uitvoering in Friesland een afzonderlijke dienst opgericht onder leiding van ir. F. Volker. Het was nog in de crisisjaren en met name bij de aanbesteding van graafwerken werd als voorwaarde gesteld dat ze werden uitgevoerd in werkverschaffing en in den droge.

## Verbetering traject Fonejacht – Harlingen
Het doel was een breder en dieper kanaal te maken met zo weinig mogelijk belemmeringen. Er werd zoveel mogelijk gebruik gemaakt van bestaande waterlopen. Aan het verbreden en verdiepen daarvan kon vrij vlot worden begonnen. Dat gold o.a. voor het eerste stuk van de bestaande route vanaf de Fonejacht naar Leeuwarden: Schalkediep, Langemeer en Lang Deel tot aan het Woudmansdiep. De beslissing of vanaf dat punt nieuwe kanaalvakken ten noorden of ten zuiden van Leeuwarden zouden worden gegraven bleef lang uit. De zuidelijke route werd pas in 1947 aanbesteed. Het afsnijden van scherpe bochten en het graven van nieuwe kanaalvakken om bebouwde kommen te vermijden bij Dronrijp, Franeker en Kiesterzijl was voor de Duitse bezetting al ver gevorderd, maar na de bevrijding was er nog steeds werk te doen. Aan het nieuwe kanaalvak ten noorden van Harlingen en aan het maken van het nieuwe sluizencomplex kon toen pas worden begonnen.

## De voltooiing

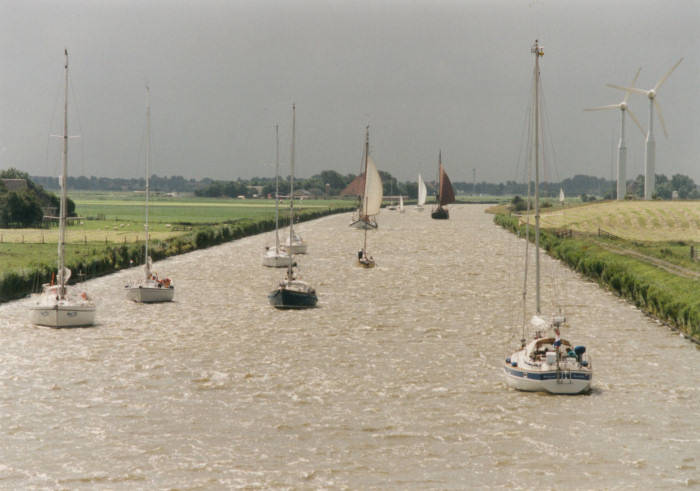
Het Van Harinxmakanaal bij Kiesterzijl

In december 1939 hadden de Friese Staten besloten de commissaris der koningin mr. Pieter Albert Vincent van Harinxma thoe Slooten te eren door het kanaal van Fonejacht naar Harlingen de naam Van Harinxmakanaal te geven zodra het klaar was. De commissaris was tijdens de Duitse bezetting op zijn post gebleven en alleen dat feit was voldoende om hem in november 1945 te ontslaan. Het was voor de Friese Staten geen reden om de naam aan te passen. Bij de feestelijke opening van het kanaal op 30 mei 1951 door minister van Verkeer en Waterstaat Wemmers was de oud-commissaris aanwezig en een van de sprekers. Tevens werd de naam van de sluizen onthuld: Tsjerk Hiddessluizen.
Op het eilandje dat ontstond tussen het Woudmansdiep en het nieuwe kanaalvak werd baggerspecie uit het kanaal opgeslagen. Daarop kon de natuur zich zelfstandig ontwikkelen. Vanaf 1953 werd deze woeste grond door Leeuwarden als recreatiepark ingericht en kreeg het officieel de naam Froskepôlle, een al eeuwenlang bekende naam in die omgeving.

## Over het huidige tracé
Destijds werden met nieuwe kanaalvakken de bebouwde kommen vermeden. Door de aanleg van de Leeuwarder nieuwbouwwijk Zuiderburen loopt het kanaal in Leeuwarden weer door de bebouwing. 
Het Van Harinxmakanaal is 37,5 kilometer lang en is bevaarbaar voor schepen met CEMT-klasse IV. De provincie Friesland wil het kanaal geschikt maken voor klasse Va.

## Bruggen en aquaducten
Hieronder een overzicht van alle bruggen en aquaducten over en onder het Van Harinxmakanaal, situatie op 01.01.2019.
| Nr.: | Naam:                       | Soort:                                   | Traject: | Afbeelding:                                                                              |
| ---- | --------------------------- | ---------------------------------------- | --- | ---------------------------------------------------------------------------------------- |
| B1   | Tsjerk Hiddessluizen        | verkeersbrug (2 basculebruggen)          | Harlingen - Almenum (Oude Ringmuur)                                                                                  |                                                                                          |
| B2   | Koningsbrug                 | verkeersbrug (basculebrug en vaste brug) | Midlum - Harlingen (Kanaalweg)                                                                                       |                                                                                          |
| A1   | Akwadukt Van Harinxmakanaal | aquaduct                                 | Zurich - Drachten (Waadseewei)                                                                                       |                                                                                          |
| B3   | Brug Kiesterzijl            | verkeersbrug (draaibrug)                 | Kiesterzijl - Kie |                                                                                          |
| B4   | Frisiabrêge                 | verkeersbrug (basculebrug)               | Tzummarum - Deersum (Burg. J. Dijkstraweg)                                                                           |                                                                                          |
| B5   | Stationsbrug                | verkeersbrug (ophaalbrug)                | Franeker - Tzum (Stationsweg)                                                                                        |                                                                                          |
| B6   | Brug Dronrijp               | verkeersbrug (basculebrug)               | Dronrijp - Winsum (It Heech)                                                                                         |                                                                                          |
| B7   | Brug Ritsumazijl            | verkeersbrug (basculebrug)               | Ritsumazijl - Deinum (Hegedijk)                                                                                      |                                                                                          |
| A2   | Richard Hageman Aquaduct    | aquaduct                                 | Zurich - Drachten |                                                                                          |
| A3   | Margaretha Zelle Akwadukt   | aquaduct                                 | Leeuwarden - Deinum (Johannes Brandsmaweg)                                                                           |                                                                                          |
| B8   | Spoorbrug HRM               | spoorbrug (draaibrug)                    | Leeuwarden - Harlingen (Spoorlijn Harlingen - Nieuwe Schans) Leeuwarden - Stavoren (Spoorlijn Leeuwarden - Stavoren) |                                                                                          |
| B9   | Spoorbrug HRMK              | spoorbrug (draaibrug)                    | Leeuwarden - Arnhem (Spoorlijn Arnhem - Leeuwarden)                                                                  | HUA-167247-Gezicht op de spoorbrug over het van Harinxmakanaal ten zuiden van Leeuwarden |
| B10  | Van Harinxmabrug            | verkeersbrug (2 basculebruggen)          | Leeuwarden - Goutum (Overijsselselaan)                                                                               | Van Harinxmabrug, Leeuwarden                                                             |
| A4   | M.C. Escher Akwadukt        | aquaduct                                 | Leeuwarden - Drachten (Drachtsterweg)                                                                                | M.C. Escher Akwadukt                                                                     |

- officiële naam onbekend